# Szawłowski

Herb Szawłowski

Szawłowski – polski herb szlachecki, odmiana herbu Nałęcz.

## Opis herbu
Opis zgodnie z klasycznymi regułami blazonowania:
W polu czerwonym chusta srebrna, ułożona w koło, związana u dołu, z opuszczonymi końcami, nad którą gwiazda złota.
Klejnot: Ramię zbrojne, srebrne, trzymające miecz.

## Najwcześniejsze wzmianki
Herb rodziny osiadłej w Inflantach. Wspomina go Adam Heymowski w Herbarzu Inflant polskich.

## Herbowni
Szawłowski.